# Dialetti coreani
Nella penisola coreana vengono parlati diversi dialetti coreani. Essa è estremamente montagnosa e ogni "zona dialettale" corrisponde strettamente ai confini naturali tra le varie regioni della Corea. I nomi della maggior parte dei dialetti traggono origine da una delle otto province tradizionali coreane. Uno, tuttavia, si distingue particolarmente dagli altri tanto da essere considerato una lingua a sé stante, la lingua di Jeju.

## Zone dei dialetti
tono
     lunghezza
     nessuna lunghezza o tono

Zone dialettali identificate da Shinpei Ogura (1944)

Zone dialettali dallatlante nazionale della Corea

Distribuzione dei toni e lunghezza dei dialetti coreani
tono
lunghezza
nessuna lunghezza o tono

La Corea con i suoi confini naturali montuosi determina la presenza di molteplici dialetti locali minori. Essendo presenti alcune chiare distinzioni, è utile definire una chiara classificazione dei dialetti. Una classificazione comune, introdotta originariamente da Shinpei Ogura nel 1944 e adattata successivamente da altri autori, identifica sei aree dialettali.

### Hamgyŏng (nord est)
Parlato nella regione della provincia di Hamgyong (Kwanbuk e Kwannam), nella parte nordest della provincia di Pyongan e nella provincia Ryanggang della Corea del nord, così come anche a Jilin, Heilongjiang del nordest della Cina, in Russia, Uzbekistan e Kazakistan della precedente Unione Sovietica. Nove vocali: otto appartenenti alla lingua standard con l'aggiunta della ö.

### Pyongan (nord ovest)
Parlato a Pyongyang, nella provincia di Pyongan e Chagang, nonché nel vicino Liaoning della Cina. Rappresenta la base della lingua standard della Corea del nord.

### Dialetti centrali
Di solito divisi secondo i confini provinciali:
- dialetto di Gyeonggi, anche chiamato "dialetto di Seul", parlato nella provincia di Gyeonggi, nelle città di Seul e Incheon, nonché nel sud est di Kaesong (Corea del Nord). Rappresenta la base della lingua standard della Corea del sud.
- dialetti di Chungcheong: È un dialetto parlato nella regione Chungcheong (Hoseo) della Repubblica di Corea, come Daejeon e Sejong, e ha la presenza più forte tra i dialetti centrali. Pertanto, è uno dei dialetti che compaiono frequentemente nei drammi coreani dopo il dialetto Gyeongsang e il dialetto Jeolla. La caratteristica più rappresentativa di questo dialetto regionale è che la velocità del discorso è lenta e quando la vocale '~ㅛ(yo)' arriva alla fine, cambia in '~ㅠ(Yu)', e quando la vocale '~ ㅑ(ya)' arriva alla fine, cambia in '~ㅕ(yeo)'.
- dialetti di Yeongseo: parlato nelle province sudcoreane di Yeongseo e Gangwon, nonché nelle confinanti province nordcoreane di Kangwon fino ai monti occidentali Taebaek. Il dialetto di Yeongseo è particolarmente diverso da quello di Yeongdong verso i monti orientali.
- dialetto di Yeongdong: parlato in Yeongdong, nella provincia sudcoreana di Gangwon e nelle confinanti province nordcoreane di Kangwon fino alla parte orientale dei monti Taebaek. Il dialetto di Yeongdong si distingue particolarmente dai dialetti dell'area centrale fino all'area montuosa occidentale.[3]
- dialetto di Hwanghae: parlato nella provincia di Hwanghae della Corea del nord. Benché comunemente incluso tra i dialetti dell'area centrale, alcuni ricercatori affermano che non dovrebbe rientrare propriamente in questa categoria.

### Gyeongsang (sud est)
Parlato nella provincia di Gyeongsang (Yeongnam) della Corea del Sud, che comprende le città di Busan, Daegu e Ulsan. Questo dialetto è facilmente distinto da quello di Seul perché l'intonazione è più varia. Sei vocali: i, e, a, eo, o, u.

### Jeolla (sud est)
Viene parlato nella provincia di Jeolla, della regione sudcoreana di Honam, comprendente la città di Gwangju. Dieci vocali: i, e, ae, a, ü, ö, u, o, eu, eo.

### Jeju
Parlato nell'isola di Jeju al largo della costa sud ovest della Corea del sud e spesso viene considerata una lingua a sé stante. Le nove vocali della lingua coreana media, includono arae-a (ɔ). Potrebbero esserci anche consonanti aggiuntive.

### Ryukchin (Yukchin)
Alcuni linguisti hanno suggerito che una delle aree dialettali più lontana dovrebbe essere separata dai dialetti del nord est.
Parlata nella regione storica Yukchin, che si trova nella parte più a nord della provincia Hamyong del nord, è molto lontana da P'yŏng'an, ma ha molto di più in comune con quest’ultima regione che con i circostanti dialetti appartenenti a Hamyong. Non essendo stata influenzata dai cambiamenti maggiori della lingua coreana, si sono conservati dei tratti distintivi della lingua coreana media. Questa è l'unica lingua coreana tonale conosciuta.
Una recente analisi statistica di questi dialetti suggerisce che la struttura gerarchica all'interno di essi è incerta, e quindi non esiste alcuna prova quantitativa a favore dell'ipotesi di una "relazione genealogica" tra di loro.
Alcuni ricercatori classificano i dialetti coreani in dialetti dell'ovest e dialetti dell'est. Rispetto alla lingua coreana media, i dialetti dell'ovest hanno preservato le vocali lunghe, mentre i dialetti dell'est hanno conservato l'intonazione e gli accenti. La lingua parlata nell'isola di Jeju e alcuni dialetti parlati in Corea del nord non hanno alcuna distinzione tra la lunghezza della vocale o il tono. Ma i dialetti del sud-est e i dialetti del nord-est potrebbero non essere genealogicamente legati gli uni agli altri.

## La lingua standard
In Corea del Sud, il coreano standard è definito dall'Istituto Nazionale della Lingua Coreana come "il linguaggio moderno di Seul adottato dalla maggior parte delle persone colte". In pratica, tende a includere peculiarità linguistiche che non sono esclusive di Seul.
In Corea del Nord, la proclamazione d’adozione della lingua ufficiale afferma che il dialetto di Pyongang, parlato nella capitale omonima e nei luoghi limitrofi, debba costituire la base per la lingua standard nordcoreana (Munhwaŏ); tuttavia, in pratica, rimane fermamente radicato nel dialetto di Gyeonggi, il quale è stato lingua standard nazionale per secoli.
Nonostante le differenze linguistiche tra le due Coree, le due lingue standard sono ancora ampiamente intellegibili. Una differenza notevole tra le divergenze è la mancanza di anglicismi e di altri prestiti stranieri nel coreano del nord, dovuta all'isolazionismo e al Juche (ideologia nazionale nordcoreana, tradotta usualmente con "fiducia in sé stessi") e che quindi prevede l'adozione di parole in puro coreano oppure inventate dai coreani in sostituzione di esse.

## Al di fuori della penisola coreana
- Koryo-mar (고려말?, GoryeomalLR, coreano standard: 중앙아시아 한국어?, Jung-ang-asi-a han-gug-eoLR), solitamente identificato come discendente del dialetto di Hamgyŏng, è parlato dai Koryo-saram, ovvero le "persone di Koryo", di etnicità coreana provenienti dagli stati post-sovietici della Russia e Asia centrale. Esso comprende un vocabolario coreano di base, ma prende in prestito molte parole ed espressioni dalla lingua russa. Si basa principalmente sui dialetti di Hamgyong e Ryukchin, dal momento che le "persone di Koryo" provengono principalmente dalla zona settentrionale della regione di Hamgyong.
- La lingua coreana degli Zainichi (재일어?, Je-ir-eoLR oppure 재일조선어?, Je-il-joseon-eoLR): è una lingua o dialetto parlato tra i coreani in Giappone, influenzato fortemente dal giapponese.
- Lingua coreana in Cina (중국조선어?, Jung-gukjoseon-eoLR): come trattato in precedenza, i coreani in Cina usano un dialetto quasi identico a quello di Hamgyŏng in Corea del Nord, tuttavia sono comunque presenti delle differenze, dato che il primo ha molte più parole prese in prestito dal cinese moderno.